# John Celestand
John Celestand (* 6. März 1977 in Houston, Texas) ist ein ehemaliger US-amerikanischer Basketballspieler. Nach seinem Studium wurde er beim NBA-Draftverfahren 1999 von den Los Angeles Lakers ausgewählt und als Nachwuchsspieler gleich NBA-Meister 2000. Er stand später in der deutschen Basketball-Bundesliga in Braunschweig und Berlin unter Vertrag.

## Spielerkarriere
Von 1995 bis 1999 studierte Celestand an der Villanova University in Pennsylvania und spielte für die Wildcats genannte Hochschulmannschaft in der NCAA Division I. Als er Villanova verließ, stand er unter den zehn besten Vorlagengebern in der Geschichte der Mannschaft und war auch mannschaftsintern der Topscorer (13,3 bzw. 14,9 Punkte je Begegnung) in seinen beiden letzten Collegespielzeiten.
Im Anschluss an sein Studium wurde er von den Los Angeles Lakers im NBA Draft 1999 ausgewählt, dort wurde er Mannschaftskamerad von Starspielern wie Shaquille O’Neal und Kobe Bryant. Celestand war daran beteiligt, dass die Lakers erstmals seit zwölf Jahren im Jahr 2000 wieder die Meisterschaft gewannen. Als Rookie wurde Celestand jedoch insgesamt nur in 16 Partien (2,3 Punkte/Spiel) eingesetzt und nach der Saison aus seinem Vertrag entlassen. Zunächst spielte er dann in der kurzlebigen International Basketball League, welche später in der CBA aufging.
Im Februar 2001 verpflichtete ihn dann der deutsche Erstligist aus Braunschweig. Der in schweren finanziellen Turbulenzen steckende Verein musste nach dem Ausstieg des Namenssponsors Metabox fast die komplette Mannschaft und Trainer gehen lassen. Der neue Trainer Ken Scalabroni konnte insbesondere mit Hilfe von Celestand und Flügelspieler Robert Conley nicht nur die Klasse halten, sondern noch eine Play-off-Platzierung in der BBL-Saison 2000/01 erreichen. Celestand, den Spielwitz, Schnelligkeit und Athletik ausmachten, führte die Braunschweiger als bester Korbschütze (19,9 Punkte/Spiel) und bester Vorlagengeber (5,9/Spiel) an und bildete mit seinem Landsmann Conley ein hervorragendes Gespann.
Durch die Leistungen in der BBL hatte sich Celestand für bessere europäische Vereine empfohlen und er wurde in der folgenden Spielzeit vom italienischen Vizemeister Fortitudo aus Bologna verpflichtet, für den er jedoch nur sechs Spiele in der Serie A absolvierte. Im November 2001 wechselte er in die französische LNB Pro A zum dortigen Vizemeister ASVEL in Lyon. Nach eigener Aussage kam er mit Trainer Bogdan Tanjević nicht zurecht und verließ den Verein im Februar 2002 wieder, bevor ASVEL später die 16. nationale Meisterschaft und erste seit 21 Jahren gewann. In der folgenden Saison war er kurzzeitig beim deutschen Meister Alba Berlin, für den er mehr Spiele in der EuroLeague als in der Bundesliga bestritt. Er gewann mit Berlin den DBB-Pokal. Im Februar 2003 endete auch dieses Engagement, bevor die Berliner die Meisterschaft zum siebten Mal hintereinander feiern konnte. Celestand hatte für die Berliner in fünf Bundesliga-Spielen auf dem Feld gestanden und im Schnitt 10,4 Punkte erzielt.
Anschließend spielte er eine Saison im ukrainischen Kiew. Im Herbst 2004 kehrte er an den Ursprungsort seiner Europakarriere zurück und spielte für BS Energy, so der neue Sponsorenname des Braunschweiger Vereins. Die Braunschweiger, die noch mit seinem früheren Trainer Ken Scalabroni in die Saison gegangen waren, hatten nach einem schlechten Saisonstart den ehemaligen deutschen Bundestrainer Henrik Dettmann, zuvor sportlicher Leiter, als neuen Trainer installiert. Zwar wurde der Klassenerhalt erreicht, aber die angestrebte Play-off-Platzierung wurde klar verfehlt. In der Saison 2004/05 lagen Celestands statistische Wert mit 11,6 Punkten und 3,5 Vorlagen pro Spiel deutlich unter jenen seiner ersten Spielzeit in Braunschweig. Als Hindernis hatte sich erwiesen, dass Celestand und Dettmann keinen richtigen Draht zueinander fanden, nach seinem Weggang aus Braunschweig kritisierte Celestand den finnischen Trainer heftig, sprach Dettmann Führungsstärke und Menschenkenntnis ab. Angesichts seiner zuletzt mäßigen Leistungen in Braunschweig erhielt Celestand keine besonders lukrativen Angebote und frustriert über die Entscheidungen von Management und Trainer beendete er seine Karriere als Spieler.
Celestand beendete seine Spielerkarriere 2005 bereits mit 28 Jahren. Im Anschluss arbeitete er in seinem Heimatland als Fernsehkommentator und gründete eine eigene Spielerberatungsfirma. In US-Medien setzte er sich in Textbeiträgen unter anderem mit seiner Zeit als Berufsbasketballspieler in Europa auseinander und beklagte darin unter anderem den Umgang mit Spielern aus den Vereinigten Staaten, was ihm wiederum dem Vorwurf fehlender Selbstkritik einbrachte.